# Molières 2014
La 26e cérémonie des Molières s'est déroulée le 2 juin 2014 aux Folies Bergère. Elle était retransmise en direct sur France 2 et présentée par Nicolas Bedos.

## Palmarès

### Molière du comédien dans un spectacle de théâtre public
- Philippe Torreton dans Cyrano de Begerac 
  - Nicolas Bouchaud dans Le Misanthrope
  - Olivier Martin-Salvan dans Pantagruel
  - Stanislas Nordey dans Par les villages

### Molière du comédien dans un spectacle de théâtre privé
- Robert Hirsch dans Le Père
  - Daniel Auteuil dans Nos femmes
  - Clovis Cornillac dans La Contrebasse
  - Michel Fau dans Le Misanthrope

### Molière de la comédienne dans un spectacle de théâtre public
- Valérie Dréville dans Les Revenants
  - Cécile Garcia-Fogel dans Les Serments indiscrets
  - Anouk Grinberg dans Molly Bloom
  - Isabelle Huppert dans Les Fausses Confidences

### Molière de la comédienne dans un spectacle de théâtre privé
- Isabelle Gélinas dans Le Père 
  - Emmanuelle Devos dans La Porte à côté
  - Agnès Jaoui dans Les Uns sur les autres
  - Valérie Lemercier dans Un temps de chien

### Molière du comédien dans un second rôle
- Davy Sardou dans L’Affrontement
  - John Arnold dans Perturbation
  - David Ayala dans Le Dernier Jour du jeûne
  - Patrick Catalifo dans Un temps de chien
  - Manuel Le Lièvre dans Le Conte d’hiver
  - Stéphan Wojtowicz dans Un singe en hiver

### Molière de la comédienne dans un second rôle
- Isabelle Sadoyan dans L’Origine du monde
  - Marie-Julie Baup dans Divina
  - Christine Bonnard dans La Chanson de l’éléphant
  - Françoise Fabian dans Tartuffe
  - Valérie Mairesse dans Roméo et Juliette
  - Bulle Ogier dans Les Fausses Confidences

### Molière du jeune talent masculin
- Grégori Baquet dans Un obus dans le cœur 
  - François Deblock dans Paroles gelées
  - Jean-Baptiste Maunier dans La Chanson de l’éléphant
  - Niels Schneider dans Roméo et Juliette

### Molière du jeune talent féminin
- Jeanne Arènes dans Le Cercle des illusionnistes
  - Anne-Élisabeth Blateau dans Le Fils du comique
  - Marion Malenfant dans Norma Jean
  - Hélène Viviès dans En travaux

### Molière du théâtre public
- Paroles gelées d’après François Rabelais, mise en scène Jean Bellorini, Théâtre National de Toulouse Midi-Pyrénées
- Nominations :
  - Chapitres de la chute, Saga des Lehman Brothers de Stefano Massini, mise en scène Arnaud Meunier, Comédie de Saint-Étienne
  - Germinal de et mise en scène Antoine Defoort et Halory Goerger, L’Amicale de production, Lille
  - Invisibles de et mise en scène Nasser Djemaï, MC2, Maison de la Culture de Grenoble

### Molière du théâtre privé
- Le Père de Florian Zeller, mise en scène Ladislas Chollat, Théâtre Hébertot
  - Le Cercle des illusionnistes de et mise en scène Alexis Michalik, La Pépinière-Théâtre
  - Des fleurs pour Algernon de Daniel Keyes, mise en scène Anne Kessler, Théâtre Hébertot
  - Le Porteur d'histoire de et mise en scène Alexis Michalik, Studio des Champs-Elysées

### Molière de l'auteur francophone vivant
- Alexis Michalik pour Le Porteur d'histoire et Le Cercle des illusionnistes
  - Simon Abkarian pour Le Dernier Jour du jeûne
  - Léonore Confino pour Ring
  - Nasser Djemaï pour Invisibles
  - Joël Pommerat pour Les Marchands
  - Florian Zeller pour Le Père

### Molière du metteur en scène d’un spectacle de théâtre public
- Jean Bellorini pour Paroles gelées et La Bonne Âme du Se-Tchouan
  - Philippe Adrien pour L’École des femmes
  - Nasser Djemaï pour Invisibles
  - Jean-François Sivadier pour Le Misanthrope

### Molière du metteur en scène d’un spectacle de théâtre privé
- Alexis Michalik pour Le Porteur d'histoire et Le Cercle des illusionnistes
  - Ladislas Chollat pour Le Père
  - Jean-Christophe Dollé et Clotilde Morgiève pour Mangez-le si vous voulez
  - Michel Fau pour Le Misanthrope

### Molière de la comédie
- Dernier coup de ciseaux de Marilyn Abrams et Bruce Jordan, mise en scène Sébastien Azzopardi, Théâtre des Mathurins
  - Le Fils du comique de Pierre Palmade, mise en scène Agnès Boury, Théâtre Saint-Georges
  - Hier est un autre jour ! de Sylvain Meyniac et Jean-François Cros, mise en scène Éric Civanyan, Théâtre des Bouffes-Parisiens
  - Nina d’André Roussin, mise en scène Bernard Murat, Théâtre Édouard VII

### Molière du théâtre musical
- Le Crocodile trompeur / Didon et Énée d’après l’opéra d’Henry Purcell et d’autres matériaux, mise en scène Samuel Achache et Jeanne Candel, direction musicale Florent Hubert, Théâtre des Bouffes du Nord
  - La Belle et la Bête, livret Linda Woolverton, musique Alan Menken, mise en scène Glenn Casale, Théâtre Mogador
  - Framboise Frivole – Delicatissimo de Peter Hens, Bart Van Caenegem, Théâtre des Bouffes-Parisiens
  - Ménélas Rebétiko rapsodie de et mise en scène Simon Abkarian, Cie Tera / Le Ksamka

### Molière seul(e) en scène
- Grégory Gadebois dans Des fleurs pour Algernon 
  - Mikaël Chirinian dans La Liste de mes envies
  - Fellag dans Petits chocs des civilisations
  - François Morel dans La fin du monde est pour dimanche

### Molière de la création visuelle
- Tabac rouge de et mise en scène James Thierrée (James Thierrée, Victoria Thierrée-Chaplin)
  - Le Cercle des illusionnistes de et mise en scène Alexis Michalik (Olivier Roset, Marion Rebmann, Pascal Sautelet)
  - Mangez-le si vous voulez de Jean Teulé, mise en scène Jean-Christophe Dollé et Clotilde Morgiève (Adeline Caron, Nicolas Brisset, Caroline Gicquel)
  - Ne m’oublie pas – Forget me not de Josué de Castro et Philippe Genty, mise en scène Mary Underwood (Charline Beauce, Martin Rezard, Philippe Genty, Thierry Capéran)

### Molière d'honneur
- Michel Bouquet

## Audiences
- La cérémonie réunit 1,14 million de téléspectateurs soit 8,2 % de part d'audience[2].